# Finnország az 1968. évi téli olimpiai játékokon
Finnország a franciaországi Grenoble-ban megrendezett 1968. évi téli olimpiai játékok egyik részt vevő nemzete volt. Az országot az olimpián 7 sportágban 52 sportoló képviselte, akik összesen 5 érmet szereztek.

## Érmesek
| Érem  | Versenyző                                                      | Sportág        | Versenyszám           |
| ----- | -------------------------------------------------------------- | -------------- | --------------------- |
| Arany | Kaija Mustonen                                                 | Gyorskorcsolya | Női 1500 m            |
| Ezüst | Kaija Mustonen                                                 | Gyorskorcsolya | Női 3000 m            |
| Ezüst | Eero Mäntyranta                                                | Sífutás        | Férfi 15 km           |
| Bronz | Eero Mäntyranta                                                | Sífutás        | Férfi 30 km           |
| Bronz | Kalevi Laurila Eero Mäntyranta Kalevi Oikarainen Hannu Taipale | Sífutás        | Férfi 4 × 10 km váltó |

## Alpesisí
Férfi
| Versenyző      | Versenyszám      | Selejtező     | Selejtező     | Selejtező | Selejtező | Döntő    | Döntő    | Döntő    | Döntő    | Döntő      | Döntő      |
| Versenyző      | Versenyszám      | 1. futam      | 1. futam      | 2. futam  | 2. futam  | 1. futam | 1. futam | 2. futam | 2. futam | Összesítés | Összesítés |
| Versenyző      | Versenyszám      | Idő           | Hely.         | Idő       | Hely.     | Idő      | Hely.    | Idő      | Hely.    | Idő        | Helyezés   |
| -------------- | ---------------- | ------------- | ------------- | --------- | --------- | -------- | -------- | -------- | -------- | ---------- | ---------- |
| Ulf Ekstam     | Lesiklás         |               |               |           |           |          |          |          |          | 2:06,14    | 30.        |
| Ulf Ekstam     | Műlesiklás       | 54,79         | 3.            | 55,44     | 1.        | 52,66    | 29.      | 52,26    | 17.      | 1:44,92    | 18.        |
| Ulf Ekstam     | Óriás-műlesiklás |               |               |           |           | 1:53,09  | 45.      | 1:52,66  | 36.      | 3:45,75    | 36.        |
| Raimo Manninen | Lesiklás         |               |               |           |           |          |          |          |          | kizárták   | kizárták   |
| Raimo Manninen | Műlesiklás       | nem ért célba | nem ért célba | kiesett   | kiesett   | kiesett  | kiesett  | kiesett  | kiesett  | kiesett    | kiesett    |
| Raimo Manninen | Óriás-műlesiklás |               |               |           |           | 1:49,92  | 34.      | 1:52,11  | 34.      | 3:42,03    | 30.        |

## Biatlon
| Versenyző                                                   | Versenyszám      | Lövőhiba | Időeredmény | Helyezés |
| ----------------------------------------------------------- | ---------------- | -------- | ----------- | -------- |
| Arve Kinnari                                                | 20 km egyéni     | 2        | 1:19:47,9   | 5.       |
| Mauno Luukkonen                                             | 20 km egyéni     | 9        | 1:28:15,8   | 31.      |
| Yrjö Salpakari                                              | 20 km egyéni     | 7        | 1:27:11,6   | 25.      |
| Kalevi Vähäkylä                                             | 20 km egyéni     | 3        | 1:20:56,5   | 9.       |
| Juhani Suutarinen Heikki Flöjt Kalevi Vähäkylä Arve Kinnari | 4 × 7,5 km váltó | 5        | 2:20:41,8   | 5.       |

## Északi összetett
| Versenyző      | Síugrás  | Síugrás  | Síugrás  | Síugrás  | Síugrás  | Síugrás  | Síugrás | Síugrás | Sífutás | Sífutás | Sífutás | Összesítés | Összesítés |
| Versenyző      | 1. ugrás | 1. ugrás | 2. ugrás | 2. ugrás | 3. ugrás | 3. ugrás | Össz.   | Össz.   | Sífutás | Sífutás | Sífutás | Összesítés | Összesítés |
| Versenyző      | Távolság | Pont     | Távolság | Pont     | Távolság | Pont     | Pont    | Hely.   | Idő     | Pont    | Hely.   | Pont       | Helyezés   |
| -------------- | -------- | -------- | -------- | -------- | -------- | -------- | ------- | ------- | ------- | ------- | ------- | ---------- | ---------- |
| Esa Klinga     | 60,0     | (80,2)   | 64,0     | 86,5     | 62,0     | 80,2     | 166,7   | 37.     | 52:19,7 | 190,04  | 22.     | 356,74     | 33.        |
| Raimo Majuri   | 60,5     | 82,3     | 61,5     | 79,5     | 61,5     | (76,7)   | 161,8   | 38.     | 53:30,2 | 176,48  | 30.     | 338,28     | 36.        |
| Ilpo Nuolikivi | 65,0     | (87,2)   | 66,0     | 90,9     | 67,0     | 87,2     | 178,1   | 34.     | 52:39,6 | 186,18  | 27.     | 364,28     | 30.        |

## Gyorskorcsolya
Férfi
| Versenyző      | Versenyszám | Eredmény | Helyezés |
| -------------- | ----------- | -------- | -------- |
| Seppo Hänninen | 500 m       | 40,8     | 8.**     |
| Raimo Hietala  | 1500 m      | 2:11,7   | 24.*     |
| Raimo Hietala  | 5000 m      | 7:54,0   | 17.      |
| Raimo Hietala  | 10 000 m    | 16:45,9  | 20.      |
| Olavi Hjellman | 500 m       | 43,1     | 40.      |
| Olavi Hjellman | 1500 m      | 2:10,1   | 21.      |
| Kimmo Koskinen | 500 m       | 41,7     | 23.      |
| Kimmo Koskinen | 1500 m      | 2:07,9   | 18.      |
| Kimmo Koskinen | 5000 m      | 7:35,9   | 9.       |
| Kimmo Koskinen | 10 000 m    | 16:15,7  | 14.      |
| Jouko Launonen | 500 m       | 42,6     | 33.***   |
| Jouko Launonen | 1500 m      | 2:07,5   | 14.      |
| Jouko Launonen | 5000 m      | 7:46,5   | 15.      |
| Jouko Launonen | 10 000 m    | 16:02,1  | 12.      |

Női
| Versenyző                | Versenyszám | Eredmény | Helyezés |
| ------------------------ | ----------- | -------- | -------- |
| Arja Kantola             | 500 m       | 47,4     | 12.*     |
| Arja Kantola             | 1000 m      | 1:37,9   | 22.      |
| Arja Kantola             | 1500 m      | 2:33,2   | 22.      |
| Arja Kantola             | 3000 m      | 5:30,7   | 24.      |
| Kaija-Liisa Keskivitikka | 500 m       | 48,1     | 18.      |
| Kaija-Liisa Keskivitikka | 1000 m      | 1:34,8   | 8.       |
| Kaija-Liisa Keskivitikka | 1500 m      | 2:25,8   | 6.       |
| Kaija-Liisa Keskivitikka | 3000 m      | 5:03,9   | 4.       |
| Kaija Mustonen           | 500 m       | 46,7     | 6.*      |
| Kaija Mustonen           | 1000 m      | 1:33,6   | 4.       |
| Kaija Mustonen           | 1500 m      | 2:22,4   |          |
| Kaija Mustonen           | 3000 m      | 5:01,0   |          |

* - egy másik versenyzővel azonos eredményt ért el

** - két másik versenyzővel azonos eredményt ért el

*** - három másik versenyzővel azonos eredményt ért el

## Jégkorong
| Finn férfi jégkorongcsapat-játékoskeret                                                             | Finn férfi jégkorongcsapat-játékoskeret                                                          | Finn férfi jégkorongcsapat-játékoskeret                                              |
| --------------------------------------------------------------------------------------------------- | ------------------------------------------------------------------------------------------------ | ------------------------------------------------------------------------------------ |
| - Matti Harju - Kari Johansson - Matti Keinonen - Veli-Pekka Ketola - Ilpo Koskela - Pekka Kuusisto | - Pekka Leimu - Seppo Lindström - Lasse Oksanen - Lalli Partinen - Esa Peltonen - Jorma Peltonen | - Juha Rantasila - Matti Reunamäki - Paavo Tirkkonen - Urpo Ylönen - Juhani Wahlsten |

### Eredmények
Selejtező
| 1968. február 4. | Finnország (FIN) | 11 – 2 (3–0, 6–0, 2–2) | Jugoszlávia | Grenoble |

|  |  |  |  |  |
|  |  |  |  |  |
|  |  |  |  |  |
|  |  |  |  |  |

Döntő csoportkör
| 1968. február 6. | Szovjetunió (URS) | 8 – 0 (3–0, 2–0, 3–0) | Finnország | Grenoble |

|  |  |  |  |  |
|  |  |  |  |  |
|  |  |  |  |  |
|  |  |  |  |  |

| 1968. február 8. | Kanada (CAN) | 2 – 5 (1–2, 0–1, 1–2) | Finnország | Grenoble |

|  |  |  |  |  |
|  |  |  |  |  |
|  |  |  |  |  |
|  |  |  |  |  |

| 1968. február 10. | Csehszlovákia (TCH) | 4 – 3 (0–1, 3–0, 1–2) | Finnország | Grenoble |

|  |  |  |  |  |
|  |  |  |  |  |
|  |  |  |  |  |
|  |  |  |  |  |

| 1968. február 12. | Svédország (SWE) | 5 – 1 (1–0, 2–1, 2–0) | Finnország | Grenoble |

|  |  |  |  |  |
|  |  |  |  |  |
|  |  |  |  |  |
|  |  |  |  |  |

| 1968. február 14. | Finnország (FIN) | 3 – 2 (2–1, 1–0, 0–1) | NDK | Grenoble |

|  |  |  |  |  |
|  |  |  |  |  |
|  |  |  |  |  |
|  |  |  |  |  |

| 1968. február 16. | Finnország (FIN) | 4 – 1 (2–1, 1–0, 0–1) | NSZK | Grenoble |

|  |  |  |  |  |
|  |  |  |  |  |
|  |  |  |  |  |
|  |  |  |  |  |

| 1968. február 17. | Finnország (FIN) | 1 – 1 (1–1, 0–0, 0–0) | Egyesült Államok | Grenoble |

|  |  |  |  |  |
|  |  |  |  |  |
|  |  |  |  |  |
|  |  |  |  |  |

Végeredmény
| Csapat           | M | Gy | D | V | G+ | G– | Gk  | P  |
| ---------------- | - | -- | - | - | -- | -- | --- | -- |
| Szovjetunió      | 7 | 6  | 0 | 1 | 48 | 10 | +38 | 12 |
| Csehszlovákia    | 7 | 5  | 1 | 1 | 33 | 17 | +16 | 11 |
| Kanada           | 7 | 5  | 0 | 2 | 28 | 15 | +13 | 10 |
| Svédország       | 7 | 4  | 1 | 2 | 23 | 18 | +5  | 9  |
| Finnország       | 7 | 3  | 1 | 3 | 17 | 23 | –6  | 7  |
| Egyesült Államok | 7 | 2  | 1 | 4 | 23 | 28 | –5  | 5  |
| NSZK             | 7 | 1  | 0 | 6 | 13 | 39 | –26 | 2  |
| NDK              | 7 | 0  | 0 | 7 | 13 | 48 | –35 | 0  |

| Csapat     | Helyezés |
| ---------- | -------- |
| Finnország | 5.       |

## Sífutás
Férfi
| Versenyző                                                      | Versenyszám     | Eredmény      | Helyezés      |
| -------------------------------------------------------------- | --------------- | ------------- | ------------- |
| Kalevi Laurila                                                 | 15 km           | 48:37,6       | 4.            |
| Kalevi Laurila                                                 | 30 km           | 1:37:29,8     | 6.            |
| Kalevi Laurila                                                 | 50 km           | 2:31:24,9     | 11.           |
| Eero Mäntyranta                                                | 15 km           | 47:56,1       |               |
| Eero Mäntyranta                                                | 30 km           | 1:36:55,3     |               |
| Eero Mäntyranta                                                | 50 km           | 2:32:53,8     | 15.           |
| Kalevi Oikarainen                                              | 15 km           | 49:11,1       | 10.           |
| Kalevi Oikarainen                                              | 30 km           | 1:37:34,4     | 7.            |
| Pauli Siitonen                                                 | 50 km           | 2:34:31,2     | 19.           |
| Hannu Taipale                                                  | 15 km           | nem ért célba | nem ért célba |
| Hannu Taipale                                                  | 50 km           | 2:32:37,7     | 14.           |
| Arto Tiainen                                                   | 30 km           | 1:38:51,1     | 16.           |
| Kalevi Oikarainen Hannu Taipale Kalevi Laurila Eero Mäntyranta | 4 × 10 km váltó | 2:10:56,7     |               |

Női
| Versenyző                                                    | Versenyszám    | Eredmény      | Helyezés      |
| ------------------------------------------------------------ | -------------- | ------------- | ------------- |
| Marjatta Kajosmaa                                            | 5 km           | 16:54,6       | 5.            |
| Marjatta Kajosmaa                                            | 10 km          | 38:09,0       | 5.            |
| Marjatta Muttilainen-Olkkonen                                | 5 km           | 17:12,4       | 11.           |
| Senja Pusula                                                 | 5 km           | 17:00,3       | 8.            |
| Senja Pusula                                                 | 10 km          | 39:12,5       | 12.           |
| Helena Kivioja-Takalo                                        | 5 km           | 17:46,2       | 22.           |
| Helena Kivioja-Takalo                                        | 10 km          | nem ért célba | nem ért célba |
| Senja Pusula Marjatta Muttilainen-Olkkonen Marjatta Kajosmaa | 3 × 5 km váltó | 58:45,1       | 4.            |

## Síugrás
| Versenyző           | Versenyszám | 1. ugrás | 1. ugrás | 1. ugrás | 2. ugrás | 2. ugrás | 2. ugrás | Összesítés | Összesítés |
| Versenyző           | Versenyszám | Távolság | Pont     | Hely.    | Távolság | Pont     | Hely.    | Pont       | Helyezés   |
| ------------------- | ----------- | -------- | -------- | -------- | -------- | -------- | -------- | ---------- | ---------- |
| Veikko Kankkonen    | Normálsánc  | 76,0     | 105,9    | 13.      | 71,5     | 99,2     | 17.*     | 205,1      | 17.        |
| Veikko Kankkonen    | Nagysánc    | 89,5     | 94,2     | 29.      | 89,5     | 94,7     | 17.      | 188,9      | 24.        |
| Topi Mattila        | Normálsánc  | 78,0     | 111,1    | 3.       | 72,5     | 100,8    | 12.      | 211,9      | 5.         |
| Topi Mattila        | Nagysánc    | 85,0     | 56,4~    | 57.      | 90,5     | 94,1     | 18.      | 150,5      | 49.        |
| Seppo Reijonen      | Nagysánc    | 87,0     | 84,7     | 43.      | 85,0     | 85,4     | 35.*     | 170,1      | 40.        |
| Juhani Ruotsalainen | Normálsánc  | 70,0     | 92,3     | 43.      | 68,0     | 92,1     | 32.      | 184,4      | 39.        |
| Juhani Ruotsalainen | Nagysánc    | 78,0     | 71,6     | 53.      | 80,5     | 77,6     | 47.      | 149,2      | 50.*       |
| Heikki Väisänen     | Normálsánc  | 68,5     | 92,4     | 42.      | 63,5     | 78,4     | 50.      | 170,8      | 45.        |

* - egy másik versenyzővel azonos eredményt ért el

~ - az ugrás során elesett